# Bella Vista (paroisse civile)
Pour les articles homonymes, voir Bella Vista.
Bella Vista est l'une des deux paroisses civiles de la municipalité de Sucre dans l'État d'Aragua au Venezuela. Sa capitale est Bella Vista.

## Géographie

### Hydrographie et relief
La paroisse civile est bordée à l'ouest par le lac de Taguaiguai au bord duquel se situe la capitale Bella Vista à la trame viaire orthogonale, et à l'est par le massif montagneux où dominent les sommets des topos Jabillal, Los Pavos et la Cabaña et au nord le cerro El Corozzo.

### Démographie
Hormis sa capitale Bella Vista située au bord du lac de Taguaiguai, la paroisse civile ne possède aucune autre localité importante, hormis le lieu-dit de Laguna Vieja.